# Відносини Грузія — СНД
Відносини між Сакартвело та Співдружністю Незалежних Держав (СНД) — це багатосторонні міжнародні відносини між третьою державою та наднаціональною організацією.

## Історія
3 грудня 1993 Грузія за рішенням ради глав держав була прийнята в співдружність, а 9 грудня 1993 приєдналася до статуту СНД.
3 лютого 2006 року Грузія вийшла зі складу міністрів оборони СНД, оскільки членство в цій групі було несумісне з участю в НАТО.

### Вихід Грузії з СНД
12 серпня 2008 року президент Грузії Міхеіл Саакашвілі заявив про бажання виходу держави зі складу СНД, 14 серпня 2008 року грузинським парламентом було ухвалено одноголосне (117 голосами) рішення про вихід Грузії з організації. Відповідно до Статуту СНД (стаття 9 розділу I), держава-член має право вийти зі Співдружності. Про такий намір держава повідомляє письмово депозитарію цього Статуту за 12 місяців до виходу. При цьому зобов'язання, що виникли в період участі у цьому Статуті, пов'язують відповідні держави до їхнього повного виконання. 9 жовтня 2008 року міністр закордонних справ Російської Федерації Сергій Лавров повідомив, що Рада глав МЗС країн СНД ухвалила формальне рішення про припинення членства Грузії у Співдружності з серпня 2009 року. 18 серпня 2009 року Грузія офіційно залишила СНД.